# Angela Alsobrooks
Angela Alsobrooks, née le 23 février 1971, est une avocate et femme politique américaine, membre du Parti démocrate. Cheffe de l’exécutif du comté du Prince George dans le Maryland depuis 2018, elle est élue sénatrice des États-Unis pour le Maryland lors de l'élection sénatoriale de 2024, face à l’ancien gouverneur républicain de l’État, Larry Hogan.

## Biographie

### Jeunesse et études
Née à Suitland dans le Maryland le 23 février 1971, Angela Alsobrooks est la fille de James Alsobrooks, marchand de journaux pour le Washington Post et vendeur de voitures, et de Patricia Alsobrooks, réceptionniste.
Ayant grandi à Camp Springs (en), dans le Maryland, elle étudie au lycée Benjamin Banneker dans le district de Columbia, puis obtient une licence en politique publique de l'université Duke en 1993 et un diplôme de Juris Doctor de la faculté de droit de l'université du Maryland à Baltimore (en) en 1996.

### Carrière professionnelle
Après son admission au barreau du Maryland en 1996, Angela Alsobrooks travaille comme assistante juridique au tribunal du comté de Howard, puis au tribunal de la ville de Baltimore, avant de rejoindre les cabinets d'avocats DLA Piper et DeCaro, Doran, puis les juges fédéraux William D. Quarles Jr. et Donna Hill Staton. En 1997, elle commence à travailler comme procureure adjointe du comté du Prince George, où elle est chargée de gérer les affaires de violence domestique. Elle quitte le bureau du procureur en 2002 pour devenir agent de liaison pédagogique auprès du chef de l'exécutif du comté du Prince George, Jack B. Johnson. En 2003, elle est nommée directrice exécutive de l'autorité fiscale du comté.

### Début en politique
Impliquée en politique dès le lycée, Angela Alsobrooks travaille comme stagiaire pour la déléguée à la Chambre des représentants Eleanor Holmes Norton, puis auprès du Caucus noir du Congrès lors de la convention nationale démocrate de 1992. Elle participe aux campagnes présidentielles de Bill Clinton puis d'Al Gore en 2000. En 2008, Angela Alsobrooks se présente comme déléguée à la convention nationale démocrate, s'engageant auprès de la sénatrice américaine et ancienne première dame Hillary Clinton, avant de soutenir le candidat démocrate Barack Obama après la convention.
En 2009, Angela Alsobrooks se présente au poste de procureur du comté du Prince George après avoir lu le portrait de la procureure du district de San Francisco, Kamala Harris, dans le magazine Essence, et après avoir lu son livre Smart on Crime. Kamala Harris soutient la campagne d'Angela Alsobrooks pour le poste de procureur du comté du Prince George.
Angela Alsobrooks est élue pour la première fois procureure du comté du Prince George en 2010 et est réélue en 2014. Elle est la première femme et la plus jeune personne à occuper le poste de procureure dans l'histoire du comté.
En 2016, Angela Alsobrooks est déléguée représentant Hillary Clinton à la convention nationale démocrate.

### Cheffe de l'exécutif du comté du Prince George
En juillet 2017, Angela Alsobrooks annonce son intention de se présenter au poste de chef de l'exécutif du comté du Prince George. Au cours de la primaire démocrate, Angela Alsobrooks est soutenue par le Washington Post, le sénateur Chris Van Hollen, les représentants Anthony G. Brown et Steny Hoyer, et de nombreux syndicats. Angela Alsobrooks remporte la primaire démocrate avec 61,8 % des voix, battant huit autres candidats, dont l'ancienne membre du Congrès Donna Edwards. Lors de l'élection générale, elle affronte le républicain Jerry Mathis, qui se retire pour la soutenir, lui permettant de se présenter sans aucune opposition formelle et de gagner 98,9 % des voix.
Angela Alsobrooks prête serment le 3 décembre 2018, devenant ainsi la première femme à être élue cheffe de l'exécutive du comté du Prince George, ainsi que la première femme noire à occuper ce poste dans le Maryland.
Considérée comme candidate potentielle à l'élection au poste de gouverneur du Maryland en 2022, Angela Alsobrooks choisit de se présenter à sa réélection au comté et apporte son soutien à Wes Moore au poste de gouverneur. Sans opposition lors du scrutin, elle est réélue en novembre 2022 avec 98,7 % des voix.
Au cours de son mandat, elle se concentre sur la création d'emplois pour les jeunes et l'éducation. Elle donne la priorité à l'accès aux soins de santé et à la fourniture de traitements en matière de santé mentale et de toxicomanie.

### Élection au Sénat des États-Unis
Le 9 mai 2023, Angela Alsobrooks annonce sa candidature pour remplacer le sénateur des États-Unis pour le Maryland sortant, Ben Cardin, qui ne se représente pas. Lors de la primaire démocrate, Angela Alsobrooks fait intensivement campagne dans la région métropolitaine de Baltimore, considérée comme une zone clé lors des élections primaires et générales. Elle reçoit plusieurs soutiens de l'establishment politique démocrate du Maryland dès le début de sa campagne, notamment du sénateur Chris Van Hollen, du représentant Steny Hoyer, du gouverneur Wes Moore, et de plusieurs législateurs de l'État.
Lors de la primaire démocrate, elle affronte le représentant David Trone, qui autofinance sa campagne à hauteur de 61,7 millions de dollars et qui submerge les ressources de la campagne d'Angela Alsobrooks. En seconde position dans les sondages pendant la majeure partie de la primaire démocrate, Angela Alsobrooks bénéficie d'un regain de soutien dans les dernières semaines de campagne,. Elle remporte la primaire démocrate le 14 mai 2024, battant David Trone avec 54 % des voix.
Soutien de Kamala Harris pour l'élection présidentielle de 2024, Angela Alsobrooks participe à la convention nationale démocrate d'août 2024 à Chicago, comme déléguée et comme oratrice.
Lors de l'élection générale, Angela Alsobrooks affronte l'ancien gouverneur républicain Larry Hogan. Le 5 novembre 2024, Angela Alsobrooks remporte l'élection avec 54,7 % des voix. Elle prête serment le 3 janvier 2025.